# Hypericum thuyoides
Hypericum thuyoides är en johannesörtsväxtart som beskrevs av Carl Sigismund Kunth. Hypericum thuyoides ingår i släktet johannesörter, och familjen johannesörtsväxter. Inga underarter finns listade i Catalogue of Life.

## Bildgalleri

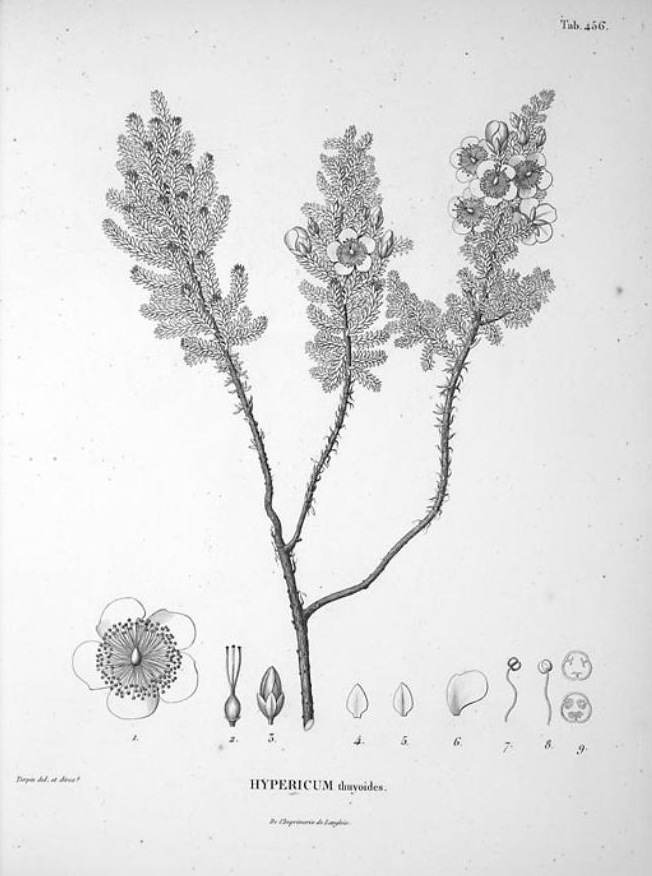